# Simyra centripuncta
Simyra centripuncta är en fjärilsart som beskrevs av Herrich-Schäffer 1856. Simyra centripuncta ingår i släktet Simyra och familjen nattflyn. Inga underarter finns listade i Catalogue of Life.